# Forchach
Forchach è un comune austriaco di 264 abitanti nel distretto di Reutte, in Tirolo.